# Benjamin Disraeli
Benjamin Disraeli, Benjamin D’Israeli (ur. 21 grudnia 1804 w Londynie, zm. 19 kwietnia 1881 tamże) – brytyjski polityk należący do Partii Konserwatywnej, premier Wielkiej Brytanii (w 1868 i w latach 1874–1880). Jego pierwsza kadencja była krótka, natomiast podczas drugiej kadencji znacznie umocnił swoją pozycję i wprowadził wiele znaczących reform. Prowadził imperialistyczną politykę zagraniczną - jego rząd wykupił większość udziałów w Kanale Sueskim i doprowadził do objęcia bezpośredniej władzy nad Indiami przez królową Wiktorię. W 1876 r. za swoje zasługi otrzymał tytuł 1. hrabiego Beaconsfield.
Był pierwszym premierem Wielkiej Brytanii pochodzenia żydowskiego. Zyskał rozgłos także jako autor wielu powieści, m.in. Vivian Grey (1827) i Sybilla (1845).

## Wczesne lata życia
Wywodził się z rodziny żydowskiej wypędzonej z Hiszpanii w XV w. i osiadłej w Republice Weneckiej. Jego dziadek Benjamin osiadł w Anglii w 1748 r. i handlował koralami. Był synem historyka i krytyka literackiego Isaaca D’Israeliego oraz Marii Basevi, której aszkenazyjska rodzina w 1748 r. wyemigrowała do Anglii z Werony. Ojciec nie zgadzał się, aby syn uczył się religii w chrześcijańskiej szkole, do której uczęszczał, i najął mu nauczyciela podstaw wyznania mojżeszowego. Po kłótni z synagogą Bevis Marks w 1817 r. ochrzcił jednak trzynastolatka w obrządku anglikańskim. W latach 20. zmienił nazwisko na Disraeli. Wykształcenie odebrał w szkole Johna Potticary’ego w Blackheat. W 1817 r. rozpoczął naukę w Higham Hall w Walthamstow. Ojciec przeznaczył Benjamina do kariery prawniczej i w 1821 r. Disraeli został radcą. Jednak już w 1825 r. porzucił pracę w zawodzie prawnika.
W 1824 r. wyruszył z ojcem w podróż po Europie. Po powrocie związał się z finansistą Johnem Distonem Powlesem, który zbił majątek na akcjach południowoamerykańskich kompanii górniczych. Disraeli zaczął pisać anonimowe pamflety, promujące te kompanie. W tym czasie poznał wydawcę Johna Murraya, który nakłonił go do pomysłu wydania gazety, The Representative, która miała popierać kompanie górnicze. Pomysł okazał się fiaskiem, niedługo później akcje kompanii gwałtownie spadły, co zrujnowało Disraelego i wpędziło go w długi do końca życia.
Zła sytuacja finansowa skłoniła Disraelego do zajęcia się pisarstwem. W 1826 r. opublikował swoją pierwszą powieść Vivian Grey. Następnie opublikował Vindication of the English Constitution oraz kilka pamfletów politycznych, po czym powrócił do pisania powieści. Napisał kolejno Young Duke (1831), Contarini Fleming (1832), Alroy (1833), Venetia oraz Henrietta Temple (1837). W tym czasie napisał również The Revolutionary Epick i trzy burleski – Ixion, The Infernal Marriage i Popanilla. W latach 40. napisał trzy powieści polityczne – Sybil, Coningsby oraz Tancred.

## Deputowany
W 1832 r. podjął pierwszą, nieudaną próbę uzyskania mandatu parlamentarnego jako kandydat radykałów z okręgu High Wycombe. Dopiero w 1837 r. dostał się do Izby Gmin z okręgu Maidstone, ale już jako reprezentant Partii Konserwatywnej. Rok później poślubił Mary Anne Lewis. Nie miał z nią potomstwa. W 1841 r. uzyskał mandat z okręgu Shrewsbury, a od 1847 r. reprezentował okręg wyborczy Buckinghamshire.
Pomimo swoich konserwatywnych przekonań Disraeli sympatyzował z niektórymi poglądami czartystów i nawoływał do sojuszu ziemskiej arystokracji z robotnikami, wymierzonego w klasę średnią. W 1842 r. został współzałożycielem grupy „Młoda Anglia”. Należał do grona krytyków premiera Roberta Peela, który nie włączył Disraelego do swojego gabinetu w 1841 r. W sporze, jaki rozgorzał na przełomie 1845 i 1846 r., kiedy rząd Peela zdecydował się znieść ustawy zbożowe, Disraeli związał się z przeciwnikami tego pomysłu.
Zniesienie ustaw zbożowych doprowadziło do rozłamu w Partii Konserwatywnej. Peel i jego stronnicy związali się ze stronnictwem wigów. Na czele Partii Konserwatywnej stanęli protekcjoniści – Disraeli, lord Derby i lord George Bentinck. Bentinck zrezygnował z przewodzenia partii w 1848 r., kiedy Izba Gmin odrzuciła głosami konserwatystów projekt ustawy o równouprawnieniu Żydów. Za przyjęciem tej ustawy głosował Disraeli.
Nowym liderem konserwatystów w Izbie Gmin został lord Granby, który jednak zrezygnował po miesiącu. Przez rok konserwatyści nie posiadali lidera w niższej izbie. Dopiero w 1849 r. na ich czele stanęli wspólnie Disraeli, Granby i John Charles Harries. Dwaj ostatni zrezygnowali w 1851 r., pozostawiając Disraelego samodzielnym liderem w Izbie Gmin.

## W rządzie i opozycji

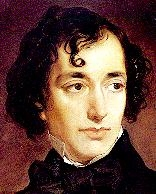
Disraeli w młodości

W 1852 r. konserwatyści sformowali rząd, na czele którego stanął lord Derby. Disraeli otrzymał w nim stanowiska kanclerza skarbu i przewodniczącego Izby Gmin. W zaproponowanym przez siebie budżecie Disraeli zawarł wiele kontrowersyjnych propozycji, takich jak zwiększenie niektórych podatków, rozciągnięcie opodatkowania Irlandii oraz zwiększenie wydatków na obronę. Budżet nie znalazł uznania w parlamencie. Jego odrzucenie doprowadziło do dymisji gabinetu w grudniu 1852 r.
Po raz drugi na czele rządu lord Derby stanął w latach 1858–1859. Disraeli ponownie piastował swoje stanowiska z pierwszego gabinetu. W tym czasie wspólnie z premierem Disraeli koncentrował swoją uwagę na reformie zarządzania brytyjskimi Indiami. Ostatecznie uchwalono East India Stock Dividend Redemption Act, który likwidował Kompanię Wschodnioindyjską i urząd gubernatora generalnego, wprowadzając w ich miejsce Radę Indii i urząd wicekróla. Westminsterska Rada Kontroli została zastąpiona Ministerstwem ds. Indii. Rząd Derby’ego podał się do dymisji po przegranych wyborach w 1859 r.
Kiedy Partia Konserwatywna powróciła do władzy w 1866 r., Disraeli po raz trzeci został kanclerzem skarbu i przewodniczącym Izby Gmin. W tym czasie odpowiadał przede wszystkim za przygotowanie projektu reformy wyborczej, która miała zjednać konserwatystom niższe warstwy społeczne, poprzez rozciągnięcie prawa głosu na wszystkich mężczyzn, który płacili co najmniej 10 funtów za mieszkanie. Zlikwidowano również okręgi wyborcze, w których mieszkało mniej niż 10 000 wyborców. Zwiększono reprezentację dużych miast, takich jak Liverpool i Manchester. Zmiany te zostały skrytykowane przez prawe skrzydło partii, a kilku ministrów odeszło z gabinetu. Ustawa została uchwalona 15 sierpnia 1867 r.

## Na czele rządu brytyjskiego
W tym czasie pogarszał się stan zdrowia lorda Derby’ego, który ostatecznie zrezygnował ze stanowiska premiera w lutym 1868 r. Nowym premierem został Disraeli. Ponieważ wciąż stał na czele mniejszościowego gabinetu, rozpisał przedterminowe wybory parlamentarne. W międzyczasie doszło do sporu o ustanowienie protestanckiego Kościoła Irlandii. Grudniowe wybory 1868 r. zakończyły się porażką konserwatystów i Disraeli podał gabinet do dymisji.
Partia Konserwatywna powróciła do władzy w 1874 r. Po raz pierwszy od lat 40. mogła sformować większościowy gabinet. Na jego czele stanął Disraeli. W okresie jego urzędowania przeprowadzono wiele reform. Uchwalono m.in. Artisan’s and Labourers’ Dwellings Improvement Act (1875), Public Health Act (1875), Sale of Food and Drugs Act (1875), Conspiracy and Protection of Property Act (1875), Employers and Workmen Act (1875), Education Act (1876) oraz Factory Act (1878). Ustawy te nałożyły na władze lokalne obowiązek zapewnienia robotnikom mieszkań i opieki zdrowotnej, obniżony został czas pracy, przyznano robotnikom prawo do pokojowych demonstracji oraz prawo do pozywania pracodawców, jeśli ci złamali zawarte kontrakty.

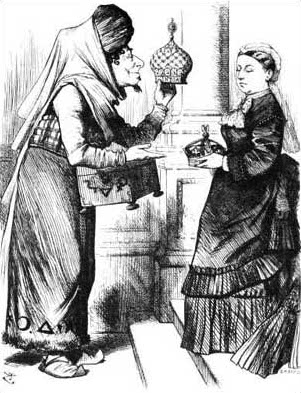
Disraeli przynosi królowej Wiktorii cesarską koronę Indii

Disraeli dał się poznać jako gorący zwolennik rozbudowy imperium brytyjskiego, zwłaszcza na Bliskim Wschodzie i w Azji Środkowej. Pomimo wątpliwości ministrów i bez powiadomienia parlamentu zaciągnął pożyczkę u Lionela de Rothschilda na wykupienie 44% akcji Kompanii Kanału Sueskiego. W polityce bałkańskiej premier wspierał Turcję przeciwko Rosji. W 1876 r. doprowadził do przyznania królowej Wiktorii tytułu cesarzowej Indii. Był również inicjatorem brytyjskiej inwazji na Afganistan oraz doprowadził do przekazania Wielkiej Brytanii przez Turcję Cypru.
W 1878 r. Disraeli odniósł spory sukces dyplomatyczny na kongresie berlińskim, podczas którego udało mu się doprowadzić do przyznania Bułgarii jedynie częściowej niepodległości, co ograniczało rosyjskie wpływy na Bałkanach. Przedłużająca się wojna afgańska oraz porażki Brytyjczyków w wojnie z Zulusami doprowadziły jednak do porażki konserwatystów w wyborach 1880 r.
Jeszcze w 1876 r. królowa Wiktoria, do której ulubieńców zaliczał się Disraeli, nadała mu tytuł hrabiego Beaconsfield, i wicehrabiego Hughenden, dzięki czemu premier zasiadł w Izbie Lordów. Lord Beaconsfield zmarł bezpotomnie w kwietniu 1881 r. Został pochowany w kościele św. Michała w Hughenden Manor. Jego spadkobiercą został jego prywatny sekretarz, lord Rowton. Tytuły parowskie wygasły wraz ze śmiercią Disraelego.

## Życie prywatne
W latach 1839–1873 mieszkał w domu pod numerem 93 przy Park Lane w Londynie.

## W kulturze
- Disraeli (1929) – rolę Disraelego zagrał George Arliss
- The Prime Minister (1941) – John Gielgud
- The Mudlark (1950) – Alec Guinness
- Disraeli (1978) – Ian McShane
- Jej wysokość pani Brown (1997) – sir Antony Sher

## Gabinety Disraelego

### Pierwszy gabinet, luty – grudzień 1868
- premier, pierwszy lord skarbu: Benjamin Disraeli
- lord kanclerz: Hugh Cairns, 1. baron Cairns
- lord przewodniczący Rady: John Spencer-Churchill, 7. książę Marlborough
- lord tajnej pieczęci: James Harris, 3. hrabia Malmesbury
- minister spraw wewnętrznych: Gathorne Hardy
- minister spraw zagranicznych: Edward Stanley, lord Stanley
- minister kolonii: Richard Temple-Grenville, 3. książę Buckingham i Chandos
- minister wojny: John Pakington
- minister ds. Indii: Stafford Northcote
- kanclerz skarbu: George Ward Hunt
- pierwszy lord Admiralicji: Henry Lowry-Corry
- przewodniczący Zarządu Handlu: Charles Gordon-Lennox, 6. książę Richmond
- pierwszy komisarz ds. prac publicznych: lord John Manners
- główny sekretarz Irlandii: Richard Bourke, 6. hrabia Mayo

Zmiany
- wrzesień 1868 r. – lord Mayo przestaje być Głównym Sekretarzem Irlandii, jego następcy na tym stanowisku nie wchodzą w skład gabinetu

### Drugi gabinet, luty 1874 – kwiecień 1880
- premier, pierwszy lord skarbu: Benjamin Disraeli, 1. hrabia Beaconsfield
- lord kanclerz: Hugh Cairns, 1. hrabia Cairns
- lord przewodniczący Rady: Charles Gordon-Lennox, 6. książę Richmond
- lord tajnej pieczęci: James Harris, 3. hrabia Malmesbury
- minister spraw wewnętrznych: Richard Cross
- minister spraw zagranicznych: Edward Stanley, 15. hrabia Derby
- minister kolonii: Henry Herbert, 4. hrabia Carnarvon
- minister wojny: Gathorne Hardy, 1. wicehrabia Cranbrook
- minister ds. Indii: Robert Gascoyne-Cecil, 3. markiz Salisbury
- kanclerz skarbu: Stafford Northcote
- pierwszy lord Admiralicji: George Ward Hunt
- poczmistrz generalny: lord John Manners

Zmiany
- sierpień 1876 r. – lord Beaconsfield zastępuje lorda Malmesbury’ego na stanowisku lorda tajnej pieczęci
- sierpień 1877 r. – William Henry Smith zastępuje George’a Warda Hunta na stanowisku pierwszego lorda Admiralicji, główny sekretarz Irlandii Michael Hicks-Beach zostaje członkiem gabinetu
- luty 1878 r. – Michael Hicks-Beach zastępuje lorda Carnarvona na stanowisku ministra kolonii, następcy Hicksa-Beacha na stanowisku głównego sekretarza Irlandii nie wchodzą w skład gabinetu
- kwiecień 1878 r. – książę Northumberland zastępuje lorda Beaconsfielda na stanowisku lorda tajnej pieczęci, lord Salisbury zastępuje lorda Derby’ego na stanowisku ministra spraw zagranicznych, lord Cranbrook zastępuje lorda Salisbury’ego na stanowisku ministra ds. Indii, Frederick Stanley zastępuje Cranbrooka na stanowisku ministra wojny, przewodniczący Zarządu Handlu lord Sandon zostaje członkiem gabinetu